# Šentvid (Ljubljana)
Šentvid, tudi Šentvid pri Ljubljani ali Šentvid nad Ljubljano, je predel Ljubljane in sedež Četrtne skupnosti Šentvid v Ljubljani. Do leta 1974 je bil samostojno naselje. S središčem mesta so povezane z rednimi mestnimi avtobusnimi linijami št. 1, 1B, N1, 8, 8B in 25, ki vozijo mimo naselja po Celovški cesti. Osrednja cesta v naselju je Prušnikova ulica.

## Zgodovina Šentvida
Kraj se prvič omenja v pisnih virih leta 825. Med letoma 1408 in 1584 je bilo naselje večkrat podvrženo napadom Turkov, ki so kraj večkrat izropali in požgali.

## Ustanove in zgradbe
- Cerkev sv. Vida
- župnija Ljubljana - Šentvid
- dekanija Ljubljana - Šentvid
- Pokopališče Šentvid
- Četrtna skupnost Šentvid
- Gimnazija Šentvid
- Zavod svetega Stanislava *
- Škofijska klasična gimnazija Ljubljana (tudi šentviška škofijska gimnazja)
- Vojašnica Šentvid
- Predor Šentvid, avtocestni predor
- Ljudski dom, Šentvid *
- Domačija Prušnikova 37, Šentvid *
- Domačija Prušnikova 34, Šentvid *
- Ljudska šola, Šentvid * (Osnovna šola Šentvid)

* = nepremična kulturna dediščina